# Cirolana pleonastica
Cirolana pleonastica är en kräftdjursart som beskrevs av Stebbing 1900. Cirolana pleonastica ingår i släktet Cirolana och familjen Cirolanidae. Inga underarter finns listade i Catalogue of Life.